# 千葉修司
千葉 修司（ちば しゅうじ、1964年〈昭和39年〉-）は、日本の実業家、作家、YouTuber、エクセルソウルホールディングス株式会社代表取締役。

## 来歴・人物
北海道旭川市生まれ。札幌にて某フランチャイズ6店舗を経営した後、2002年に東京にて起業する。
2004年、東久邇宮記念賞を受賞。
2010年、チアリードエンジェル株式会社を設立（現代表取締役は千葉 恭代）。
2014年、初の著書である『言葉相』を出版。
2016年、エクセルソウルホールディングス株式会社を設立。
「強運アドバイザー」としてセミナーや講演を実施し、clubhouseでも発信を行っている。また、「強運を科学する」と題したメールマガジンを毎朝7時に配信しており、購読会員は全国で15,000名に及ぶ。

## 著書
- 『言葉相』（現代書林、2014年9月、ISBN 9784774514819）